# (8782) Bakhrakh
(8782) Bakhrakh est un astéroïde de la ceinture principale.

## Description
(8782) Bakhrakh est un astéroïde de la ceinture principale. Il fut découvert le 26 octobre 1976 à Naoutchnyï par Tamara Smirnova. Il présente une orbite caractérisée par un demi-grand axe de 2,44 UA, une excentricité de 0,20 et une inclinaison de 2,2° par rapport à l'écliptique.

## Compléments